# Troglothele coeca
Troglothele coeca là một loài nhện trong họ Barychelidae. Loài này phân bố ờ Cuba.